# Pont du Roi-Fahd
Cet article concerne le pont sur le Niger à Bamako (Mali). Pour les articles homonymes, voir Pont du Roi (homonymie).

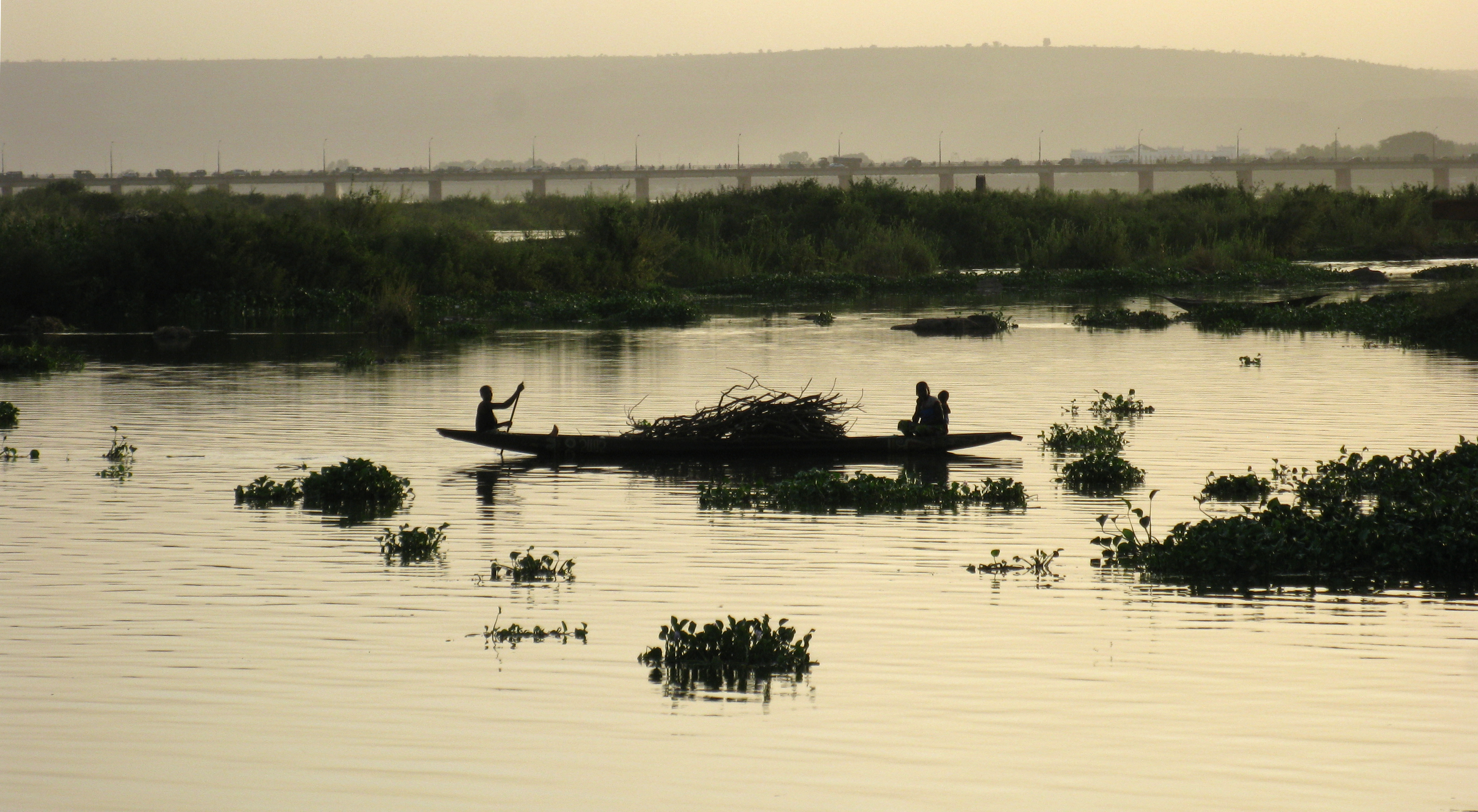
Pont du Roi-Fahd à Bamako (2009)

Le pont du Roi-Fahd est un pont à Bamako (Mali) sur le Niger, reliant les vieux quartiers de la capitale malienne à sa vaste banlieue, sur la rive Sud.
Inauguré en 1993 grâce au financement du Fonds saoudien pour le développement, il est baptisé en hommage au roi Fahd d'Arabie saoudite. Il était jusqu'en 2011 l'un des deux seuls ponts traversant le Niger à Bamako et surnommé « pont neuf », par opposition au « vieux pont », le pont des Martyrs, 500 m en aval (est), construit en 1957 sous le régime colonial français. Les deux ponts relient le quartier du centre-ville « Commune III » à Badalabougou. Il est traversé par l'avenue de la CDEAO.

## Autres franchissements du fleuve
Un troisième pont a été inauguré le 22 septembre 2011 lors du 51e anniversaire de l'indépendance, le pont de l'amitié sino-malienne, financé par la République populaire de Chine, localisé à hauteur de Sotuba, avec pour objectif de désengorger la circulation dans la ville.
Avant les années 1950, la seule façon de traverser le Niger à Bamako était d'utiliser la chaussée de Sotuba, un passage en pierres taillées en eau peu profonde à l'emplacement de rapides naturels, 8 km en aval de la ville. Le premier passage suivant du fleuve en toute saison à l'est est le barrage de Markala, plus de 200 km au Nord-est, après Ségou, qui comptait jusqu'à récemment sur le transport ferry pour traverser un bras du Niger. Le pont routier suivant sur le Niger en aval de Markala est à Gao (Mali).